# Ha nevado en La Molina
Ha nevado en La Molina es un libro de Manuel Maristany que cuenta anécdotas acaecidas en las décadas de 1950 y 1960 en la estación de esquí de La Molina (estación de esquí)  (Girona), y viajes y ascensiones del autor. Actualmente está descatalogado.

## Sinopsis
Manuel Maristany repasa con humor anécdotas de los pioneros del esquí pirenaico, inventa personajes -como la niña bien "Mari-Pili"-, califica a la fauna esquiatoria (el pesiga, el pasarell y el turista), y nos cuenta viajes a Davos, ascensos al Matterhorn y la Jungfrau y el descenso con esquís del Mont-Blanc.
El autor comenta los pormenores del elemento blanco, sobre su escasez, su calidad (¿nevaba más antes que en nuestros días?), llegando a la conclusión de que los amigos de los schuss y las christianias en España siempre han vivido angustiados sobre la aparición y duración de la nieve. Y también se nos habla del sexo y el esquí, pues para muchos este deporte es una manera de relacionarse, por lo que se ha hecho famosa la palabra "aprés-ski", elaborando una simpática teoría, en la que afirma que a pesar del I.C. (Índice de curvicidad) de la esquiadora y de la presión del pantalón que la contiene, el interés del esquiador por la guapa esquiadora disminuye casi hasta desaparecer a medida que se alcanzan los 2.500 m y el manto de níveo presenta una buena calidad.

## Neologismos

### El Pesiga
"Pessigar, en catalán significa pellizcar, pero era evidente que para mi amigo equivalía a practicar el esquí a tope, el esquí total , el esquí sin pausa ni respiro.
(...)
Ofrezco a mis lectores el fruto de mis observaciones y los rasgos más característicos que definen a un pesiga, tal como los he podido encontrar en mí mismo en mayor o menor grado y en ejemplares cuidadosamente seleccionados:
El que vive única y exclusivamente para el esquí.
El que a mediados de otoño se somete a un severo entrenamiento.
El que sube de dos en dos todas las escaleras que le salen al paso.
El que primero inicia la temporada, sin apenas dar tiempo a que los copos se posen en las pistas.
El que la alarga hasta que no queda un palmo de nieve.
El primero que se pone a la cola de los remontes mecánicos.
El que sufre lo indecible aguardando su turno.
El que se cuela a la menor oportunidad.
El que discute y se desgañita con los empleados para subir después de que ha sonado la hora del cierre de las instalaciones.
El que deja esquiar solo por falta de luz.
El que hace lo imposible por llegar esquiando hasta el mismo comedor del hotel (si le dejaran, comería con los esquís puestos).
El que come con las botas apretadas para no perder tiempo.
El que no come en todo el día para no dejar de esquiar.
El que consulta frenético los partes meteorológicos.
El que llama estúpido cretino al hombre del tiempo cuando anuncia un aumento de temperaturas.
El que en otoño se vuelve insoportable ante la inminencia de las primeras nevadas.
El que no espera a sus compañeros para lanzarse cuesta abajo.
El que sufre una depresión de caballo cuando un ventarrón inoportuno escampa una nevada colosal (en esta tesitura es mejor evitar su compañía: puede resultar peligroso).
El esquiador al que los minutos que tarda el telesilla se le antojan millones de años-luz de tormentos infernales.
Y el que, cuando alguien lamenta tener que comunicarle una mala noticia, inquiere sobresaltado: ¿Ha llovido en La Molina?
(...)
El pesiga lleva una cuenta cuidadosa de todos los descensos que realiza y luego los multiplica por los metros de desnivel de la pista en cuestión para obtener el cómputo total diario. Su unidad esquiatoria es el Everest: ocho mil metros."